# Bodiluddelingen 2021
Bodiluddelingen 2021 fandt sted den 8. maj 2021 på Folketeatret i København og markerede den 74. gang Bodilprisen uddeles. Prisuddelingen var planlagt til den 20. marts 2021 med komiker og musiker Annika Aakjær som vært, men grundet covid-19, blev uddelingen rykket til den 8. maj, hvor Aakjær måtte melde afbud, og værtrollen blev overtaget af skuespiller og musiker Emma Sehested Høeg.
Filmen Druk, instrueret af Thomas Vinterberg, blev aftenens store vinder med tre priser ud fra seks nomineringer, da filmen vandt prisen for bedste danske film, bedste mandlige hovedrolle til Mads Mikkelsen og bedste manuskript som gik til Vinterberg og Tobias Lindholm. Dette markerede dermed Vinterbergs tredje Bodil-pris i kategorien bedste danske film, og Mikkelsens tredje Bodil-pris i kategorien bedste mandlige hovedrolle. Ved uddelingen blev der også sat rekord, da den kun 13-årige Kaya Toft Loholt som den yngste nogensinde modtog en Bodil-pris, som var i kategorien bedste kvindelige hovedrolle, for sin rolle i filmen En helt almindelig familie. Filmens instruktør, Malou Reymann modtog Arbejdernes Landsbank Talentprisen for filmen, som er hendes spillefilmsdebut. For anden gang kunne scenograf Rie Lykke modtage Henning Bahs Prisen, som denne gang var for hendes arbejde på filmen Vores mand i Amerika.
Dette års Æres-Bodil blev tildelt alle de danske biografer for deres indsats for dansk film, særligt efter et historisk hårdt år under covid-19-pandemien, som bød på nedlukninger i det meste af 2020 og i det første halvår af 2021.
Årets Sær-Bodil blev tilldelt instruktør og producer Katja Adomeit, der med sit eget produktionsselskab Adomeit Film har stået bag en lang række utraditionelle og nyskabende dokumentar- og fiktionsfilm.

## Vindere og nominerede
| Bedste mandlige hovedrolle | Bedste kvindelige hovedrolle |
| --- | --- |
| - Mads Mikkelsen for Druk - Jacob Lohmann for Shorta - Mikkel Boe Følsgaard for En helt almindelig familie - Simon Sears for Shorta - Ulrich Thomsen for Vores mand i Amerika                                                                                    | - Kaya Toft Loholt for En helt almindelig familie - Amanda Collin for Undtagelsen - Danica Curcic for Undtagelsen - Sandra Guldberg Kampp for Kød & blod - Trine Dyrholm for Erna i krig                                                           |
| Bedste mandlige birolle | Bedste kvindelige birolle |
| - Lars Brygmann for Retfærdighedens ryttere - Lars Ranthe for Druk - Magnus Millang for Druk - Nikolaj Lie Kaas for Retfærdighedens ryttere - Thomas Bo Larsen for Druk                                                                                          | - Sidse Babett Knudsen for Kød & blod - Andrea Heick Gadeberg for Retfærdighedens ryttere - Karen-Lise Mynster for Lille sommerfugl - Lene Maria Christensen for Undtagelsen - Sidse Babett Knudsen for Undtagelsen                                |
| Bedste danske film | Bedste amerikanske film |
| - Druk af Thomas Vinterberg - En helt almindelig familie af Malou Reymann - Retfærdighedens ryttere af Anders Thomas Jensen - Shorta af Anders Ølholm og Frederik Louis Hviid - Vores mand i Amerika af Christina Rosendahl                                      | - The Lighthouse af Robert Eggers - Jojo Rabbit af Taika Waititi - Little Women af Greta Gerwig - Mank af David Fincher - The Trial of the Chicago 7 af Aaron Sorkin                                                                               |
| Bedste ikke-amerikanske film | Bedste dokumentarfilm |
| - Portræt af en kvinde i flammer af Céline Sciamma (Frankrig) - 1917 af Sam Mendes (Storbritannien) - Les Misérables af Ladj Ly (Frankrig) - Officer og spion af Roman Polanski (Frankrig/Italien) - Til Sama af Waad al-Kateab og Edward Watts (Storbritannien) | - En splittet familie af Mira Jargil - The Cave af Feras Fayyad - I Love You I Miss You I Hope I See You Before I Die af Eva Marie Rødbro - Rejsen til Utopia af Erlend E. Mo - Undertrykkelsens sang af Estephan Wagner og Marianne Hougen-Moraga |

## Øvrige priser

### Æres-Bodil
- De danske biografer

### Sær-Bodil
- Katja Adomeit

### Bedste fotograf
- Louise McLaughlin for Vores mand i Amerika

### Samarbejdspriser
Henning Bahs Prisen
- Rie Lykke for Vores mand i Amerika

Bedste manuskript
- Tobias Lindholm og Thomas Vinterberg for Druk

Arbejdernes Landsbank Talentprisen
Vinder: Malou Reymann, instruktør, for En helt almindelig familie
Nominerede:
- Besir Zeciri, skuespiller, for Kød & blod
- Carla Philip Røder, skuespiller, for Kød & blod
- Frederik Louis Hviid og Anders Ølholm, instruktører, for Shorta
- Animationkollektivet Gigis